# Wikipédia en islandais
Wikipédia en islandais (en islandais : Íslenska Wikipedia est l'édition de Wikipédia en islandais, langue scandinave parlée en Islande. L'édition est lancée en janvier 2003. Son code est : is.
Au 21 mars 2025, l'édition en islandais contient 59 906 articles et compte 103 933 contributeurs, dont 176 contributeurs actifs et 13 administrateurs.

## Présentation

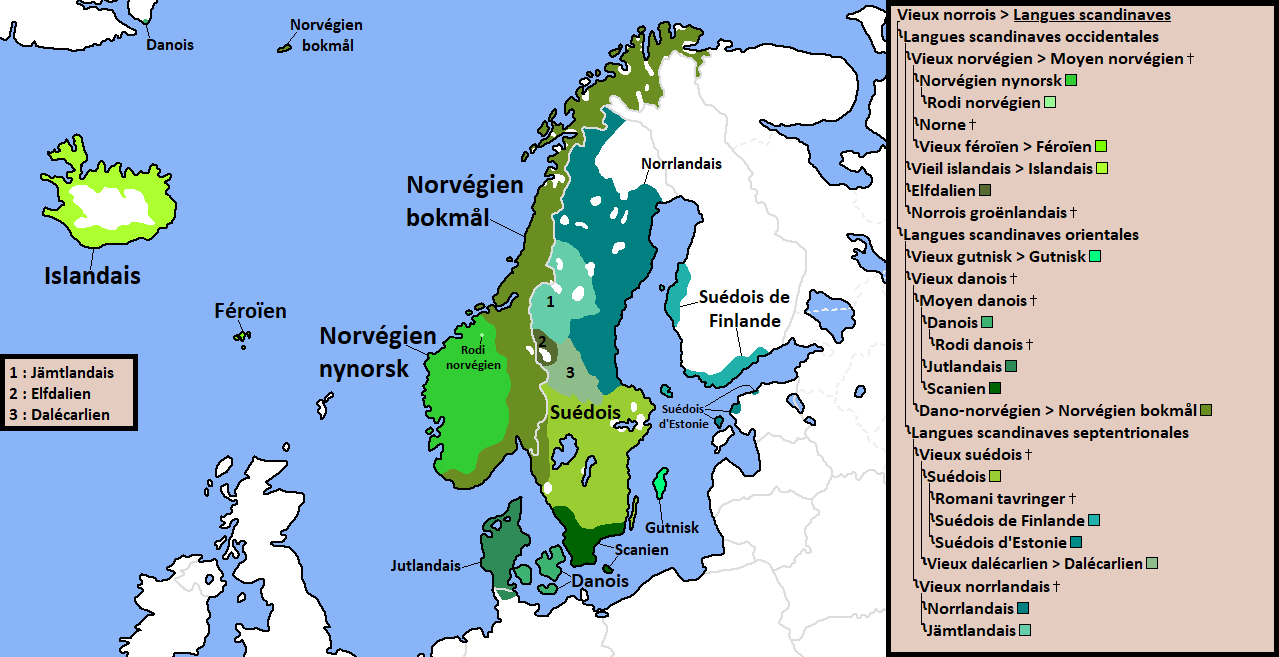
Aire de diffusion de l'islandais indiquée en vert clair au sein des langues scandinaves.

## Statistiques
- En mai 2010, l'édition en islandais compte quelque 28 000 articles et 14 000 utilisateurs enregistrés.
- En janvier 2022, elle compte quasiment 58 000 articles.
- Le 7 octobre 2022, elle contient 55 016 articles et compte 87 613 contributeurs, dont 150 contributeurs actifs et 19 administrateurs.
- Le 15 août 2024, elle contient 58 844 articles et compte 100 029 contributeurs, dont 148 contributeurs actifs et 19 administrateurs.